# Semoy (Loiret)
Pour les articles homonymes, voir Semoy.
Semoy est une commune française, située dans le département du Loiret en région Centre-Val de Loire. La commune propose tous les services adaptés à une vie active avec ses écoles élémentaires, son multi-accueil (0-4 ans), son accueil collectif de mineurs (3-11 ans), son TONO - espace jeunes (11-14 ans), son école de musique, sa bibliothèque, son centre culturel, son CCAS, son kiosque à musique, sa maison des associations, les multiples aires de jeux extérieurs à destination des enfants, son rocher d'escalade, son city stade, son complexe sportif, son gymnase et ses terrains de tennis.

## Géographie

### Localisation

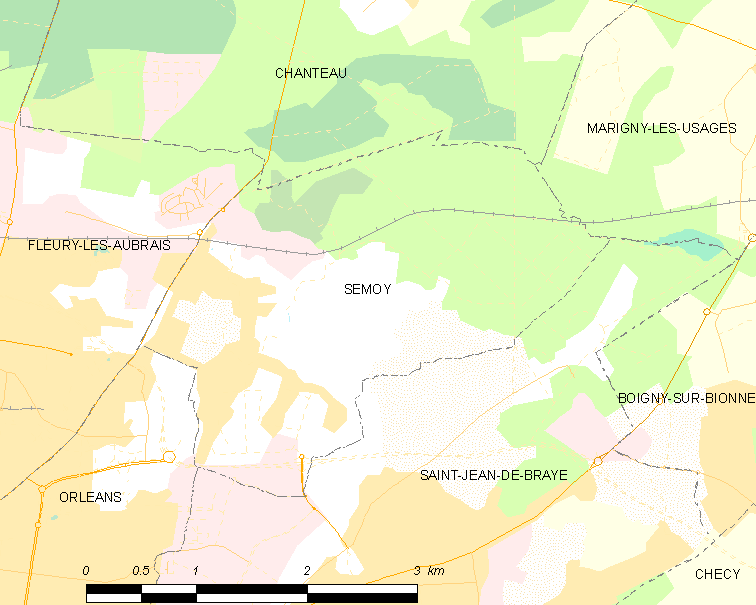
Carte de la commune de Semoy (Loiret) et des communes limitrophes

La commune de Semoy se trouve dans le quadrant nord-ouest du département du Loiret, dans la région agricole du Val de Loire et l'aire urbaine d'Orléans.  À vol d'oiseau, elle se situe à 4,5 km  d'Orléans, préfecture du département, et à 3,2 km de Saint-Jean-de-Braye, ancien chef-lieu du canton dont dépendait la commune avant mars 2015. La commune fait partie du bassin de vie d'Orléans. Elle est bordée par la forêt d'Orléans au nord-est.
Les communes les plus proches sont : Fleury-les-Aubrais (2,5 km), Saint-Jean-de-Braye (3,2 km), Chanteau (4 km), Boigny-sur-Bionne (4,4 km), Orléans (4,5 km), Combleux (4,7 km), Saint-Jean-le-Blanc (5,2 km), Marigny-les-Usages (5,6 km), Saran (5,7 km) et Saint-Denis-en-Val (6 km).

### Géologie et relief
- m3-p1SASo : Sables et argiles de Sologne (Langhien supérieur à Pliocène inférieur.)
- m2MSO : Marnes et sables de l'Orléanais (Burdigalien)
- m2MCO : Marnes et calcaires de l'Orléanais (Burdigalien)

Carte géologique de la commune de Semoy.
m3-p1SASo : Sables et argiles de Sologne (Langhien supérieur à Pliocène inférieur.)
m2MSO : Marnes et sables de l'Orléanais (Burdigalien)
m2MCO : Marnes et calcaires de l'Orléanais (Burdigalien)
$ : Carrière à ciel ouvert

La région d’Orléans se situe dans le sud du Bassin Parisien, vaste cuvette composée d’un empilement de couches sédimentaires d’origines essentiellement détritiques (issus de l’érosion d’anciennes chaînes de montagnes) et carbonatées (précipitation de carbonate de calcium). Ces dépôts s'étagent du Trias (- 250 millions d’années) au Pliocène (- 23 millions d’années) et se font surtout en contexte marin, mais aussi en milieu lacustre. Les successions de périodes glaciaires et interglaciaires au Quaternaire aboutissent à la configuration géomorphologique actuelle : altération plus ou moins profonde des roches en place, terrasses alluviales anciennes perchées sur les plateaux et incision de la vallée actuelle de la Loire,.
Les calcaires de Beauce, qui constituent le socle du territoire communal, se forment à l'Aquitanien (de - 23 à - 20,5 millions d’années). Leur partie supérieure, les marnes et calcaires de l'Orléanais (m2MCO), affleure sur les flancs de la section aval de l'Égoutier. Cette formation est constituée d’un calcaire beige, crème, carié, vacuolaire, dur ou marneux. Fragmentés et fissurés, les calcaires peuvent être le siège de phénomènes karstiques. Les circulations préférentielles d’eaux souterraines érodent ces calcaires en profondeur et entraînent la formation de dépressions, gouffre ou dolines. Les manifestations en surface de ces fragilités ne sont pas rares dans la région orléanaise. Des cavités ont été inventoriées par le service régional Centre du BRGM, en octobre 2003. Une seule est recensée sur l’ensemble de la commune. Il s’agit d’une carrière à ciel ouvert, près du lieu-dit la Gazonnière.
Les calcaires de Beauce sont recouverts par les marnes et sables de l’Orléanais (m2MSO), premiers dépôts burdigaliens (de – 20,44 à – 15,97 millions d'années) venus combler les irrégularités sur plus de 6 m d’épaisseur. Ils occupent une grande partie du territoire communal, principalement à l’ouest en bordure des calcaires de l’Orléanais et sur une frange est. Les sables sont essentiellement composés de grains de quartz émoussés, accompagnés de feldspaths kaolinisés et friables, de silex à patine noire et de graviers calcaires particulièrement fréquents à la base de la formation,.
Cette formation est elle-même surmontée par les sables et argiles de Sologne (m3-p1SASO), datés du Langhien supérieur au Pliocène inférieur, une formation composée de sables (quartz gneissique ou granitique) argileux très grossiers à fins et de lentilles d'argile verte, pure ou sableuse, occupant toute la partie centrale de la commune.

### Hydrographie
L’Égoutier traverse le territoire de la commune.

### Climat
Pour des articles plus généraux, voir Climat du Centre-Val de Loire et Climat du Loiret.
En 2010, le climat de la commune est de type climat océanique dégradé des plaines du Centre et du Nord, selon une étude du CNRS s'appuyant sur une série de données couvrant la période 1971-2000. En 2020, Météo-France publie une typologie des climats de la France métropolitaine dans laquelle la commune est exposée à un climat océanique altéré et est dans la région climatique Moyenne vallée de la Loire, caractérisée par une bonne insolation (1 850 h/an) et un été peu pluvieux.
Pour la période 1971-2000, la température annuelle moyenne est de 10,9 °C, avec une amplitude thermique annuelle de 15,3 °C. Le cumul annuel moyen de précipitations est de 677 mm, avec 11 jours de précipitations en janvier et 7,1 jours en juillet. Pour la période 1991-2020, la température moyenne annuelle observée sur la station météorologique de Météo-France la plus proche, sur la commune de Fleury-les-Aubrais à 2 km à vol d'oiseau, est de 11,7 °C et le cumul annuel moyen de précipitations est de 728,8 mm,. Pour l'avenir, les paramètres climatiques de la commune estimés pour 2050 selon différents scénarios d'émission de gaz à effet de serre sont consultables sur un site dédié publié par Météo-France en novembre 2022.
| Mois                                  | jan.           | fév.             | mars           | avril         | mai           | juin         | jui.           | août          | sep.           | oct.            | nov.           | déc.             | année     |
| ------------------------------------- | -------------- | ---------------- | -------------- | ------------- | ------------- | ------------ | -------------- | ------------- | -------------- | --------------- | -------------- | ---------------- | --------- |
| Température minimale moyenne (°C)     | 1,4            | 0,9              | 3              | 5             | 8,7           | 11,9         | 13,8           | 13,5          | 10,2           | 7,8             | 4,2            | 1,9              | 6,9       |
| Température moyenne (°C)              | 4,3            | 4,8              | 7,9            | 10,6          | 14,3          | 17,7         | 19,9           | 19,8          | 16,1           | 12,3            | 7,6            | 4,8              | 11,7      |
| Température maximale moyenne (°C)     | 7,3            | 8,7              | 12,9           | 16,3          | 19,9          | 23,5         | 26             | 26,1          | 21,9           | 16,7            | 11             | 7,7              | 16,5      |
| Record de froid (°C) date du record   | −19 17.01.1985 | −13,8 07.02.1991 | −13,1 01.03.05 | −4,5 11.04.03 | −1 05.05.1979 | 0 05.06.1991 | 3,1 16.07.1984 | 4 26.08.1993  | 0,5 30.09.1988 | −4,6 21.10.10   | −11 23.11.1993 | −12,8 30.12.1985 | −19 1985  |
| Record de chaleur (°C) date du record | 17 30.01.02    | 22,2 27.02.19    | 24,5 16.03.12  | 29,7 30.04.05 | 32 27.05.05   | 38 29.06.19  | 41,5 25.07.19  | 40,4 10.08.03 | 35 15.09.1982  | 33,1 01.10.1985 | 24 01.11.14    | 19,4 16.12.1989  | 41,5 2019 |
| Précipitations (mm)                   | 59,4           | 55,3             | 51,5           | 52            | 74,6          | 52,9         | 58,1           | 58,4          | 56,3           | 66,8            | 68,6           | 74,9             | 728,8     |

### Milieux naturels et biodiversité

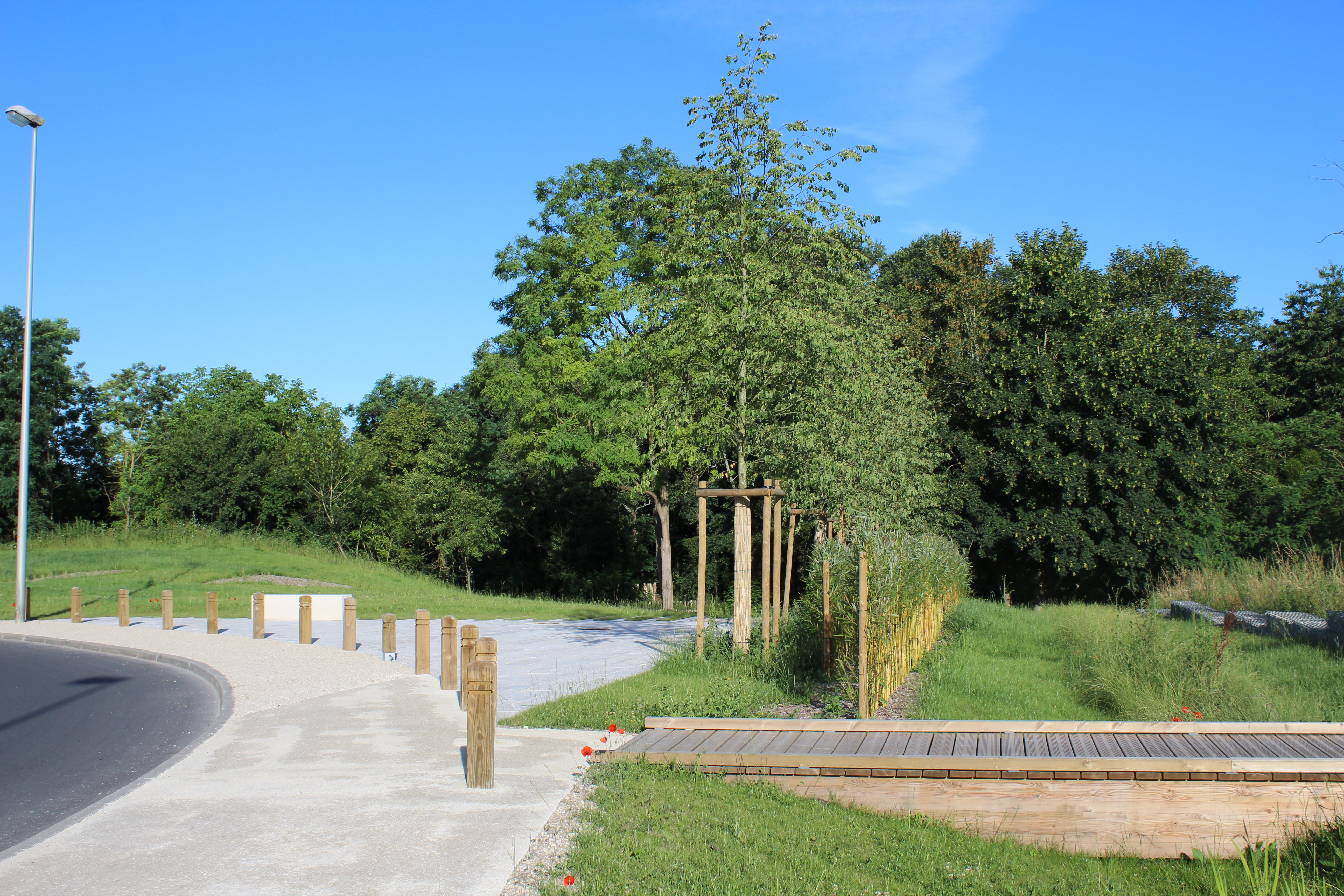
Une ville qui améliore son cadre de ville par de nombreux aménagements paysagers.

#### Sites Natura 2000
Le réseau Natura 2000 est un réseau écologique européen de sites naturels d’intérêt écologique élaboré à partir des Directives «Habitats » et «Oiseaux ». Ce réseau est constitué de Zones Spéciales de Conservation (ZSC) et de Zones de Protection Spéciale (ZPS). Dans les zones de ce réseau, les États Membres s'engagent à maintenir dans un état de conservation favorable les types d'habitats et d'espèces concernés, par le biais de mesures réglementaires, administratives ou contractuelles. L'objectif est de promouvoir une gestion adaptée des habitats tout en tenant compte des exigences économiques, sociales et culturelles, ainsi que des particularités régionales et locales de chaque État Membre. les activités humaines ne sont pas interdites, dès lors que celles-ci ne remettent pas en cause significativement l’état de conservation favorable des habitats et des espèces concernés,.
Un site Natura 2000 est présent sur le territoire communal de Semoy :
| Numéro    | Type                                     | Nom                           | Arrêté de classement | Localisation                                                    |
| --------- | ---------------------------------------- | ----------------------------- | -------------------- | --------------------------------------------------------------- |
| FR2400524 | SIC (directive "Habitats, faune, flore") | Forêt d’Orléans et périphérie | 20 août 2014         | Une entité est localisée dans la frange nord-est de la commune. |

Le site de la « forêt d'Orléans et périphérie » d'une surface totale de 2 226,40 ha, est morcelé en 38 entités. Celles-ci, de tailles variables (de 0,9 à 347 ha), sont disséminées sur les 3 massifs et leurs périphéries. Au cours de la réalisation du document d'objectifs, à la suite des inventaires de terrain, l'absence d'habitat ou habitat d'espèce d'intérêt communautaire dans certaines entités a conduit à la proposition de leur suppression (13 entités concernées, pour une surface totale de 207,90 ha).  L'intérêt du site réside dans la qualité des zones humides (étangs, tourbières, marais, mares), la grande richesse floristique, avec un intérêt élevé pour les bryophytes, les lichens et les champignons. 17 habitats naturels d’intérêt communautaire sont répertoriés sur le site qui présente aussi un intérêt faunistique, notamment l’avifaune, les chiroptères, les amphibiens et les insectes. Ce site présente une faible vulnérabilité dans les conditions actuelles de gestion ; il s’agit en effet de parcelles de forêt domaniale dont la gestion actuelle n’induit pas de contraintes particulières pour les espèces citées. Certaines comme le balbuzard pêcheur font l’objet d’une surveillance. D’autres espèces justifieraient un suivi, comme le sonneur à ventre jaune, l’aigle botté, la pie-grièche écorcheur.

#### Zones nationales d'intérêt écologique, faunistique et floristique
L’inventaire des zones naturelles d'intérêt écologique, faunistique et floristique (ZNIEFF) a pour objectif de réaliser une couverture des zones les plus intéressantes sur le plan écologique, essentiellement dans la perspective d’améliorer la connaissance du patrimoine naturel national et de fournir aux différents décideurs un outil d’aide à la prise en compte de l’environnement dans l’aménagement du territoire. Le territoire communal de Semoy ne comprend pas de  ZNIEFF.

## Histoire
Une occupation romaine est attestée par des fouilles.
Un prieuré bénédictin a été fondé en 1081 et a été détruit peu après la Révolution française.
Sous l'Ancien Régime, à la veille des États généraux de 1789, la paroisse de Semoy était rattachée sur le plan ecclésiastique à l'ancien diocèse d'Orléans, sur le plan judiciaire au bailliage d'Orléans , sur le plan militaire au gouvernement d'Orléans et sur le plan administratif à la généralité d'Orléans, élection d'Orléans,.

### Révolution française et Empire

#### Nouvelle organisation territoriale
Le décret de l'Assemblée Nationale du 12 novembre 1789 décrète « il y aura une municipalité dans chaque ville, bourg, paroisse ou communauté de campagne ». Ce décret ne crée pas encore les communes, mais les municipalités, témoignant et entretenant une confusion entre l'institution et le territoire et ouvrant la porte à un nombre considérable de municipalités.  En 1790, dans le cadre de la création des départements, le Loiret compte alors 367 municipalités, rattachées à 59 cantons et 7 districts. La municipalité de Semoy est rattachée au canton de Fleury et au district d'Orléans. Le terme « commune », au sens de l’administration territoriale actuelle, est imposé par le décret de la Convention nationale du 10 brumaire an II (31 octobre 1793) : « La Convention nationale, sur la proposition d’un membre, décrète que toutes les dénominations de ville, bourg ou village sont supprimées et que celle de commune leur est substituée ». Ainsi la municipalité de Semoy devient formellement « commune de Semoy » en 1793.
Les cantons sont supprimés, en tant que découpage administratif, par une loi du 26 juin 1793, et ne conservent qu'un rôle électoral, permettant l’élection des électeurs du second degré chargés de désigner les députés,. La Constitution du 5 fructidor an III, appliquée à partir de vendémiaire an IV (1795) supprime les districts, considérés comme des rouages administratifs liés à la Terreur, mais maintient les cantons qui acquièrent dès lors plus d'importance en retrouvant une fonction administrative.Enfin, sous le Consulat, un redécoupage territorial visant à réduire le nombre de justices de paix ramène le nombre de cantons dans le Loiret de 58 à 31,. Semoy est alors rattachée au canton Chécy et à l'Arrondissement d'Orléans par arrêté du 9 vendémiaire an X (1er octobre 1801),,. En 1806, la commune est rattachée au canton d'Orléans-Nord-Est, un canton nouveau formé entre autres de communes de l'ancien canton de Chécy.
Cette organisation va rester inchangée jusqu'en 1973.

## Urbanisme

### Typologie
Au 1er janvier 2024, Semoy est catégorisée grand centre urbain, selon la nouvelle grille communale de densité à sept niveaux définie par l'Insee en 2022.
Elle appartient à l'unité urbaine d'Orléans, une agglomération intra-départementale regroupant 19  communes, dont elle est une commune de la banlieue,,. Par ailleurs la commune fait partie de l'aire d'attraction d'Orléans, dont elle est une commune du pôle principal,. Cette aire, qui regroupe 136 communes, est catégorisée dans les aires de 200 000 à moins de 700 000 habitants,.

### Occupation des sols
L'occupation des sols de la commune, telle qu'elle ressort de la base de données européenne d’occupation biophysique des sols Corine Land Cover (CLC), est marquée par l'importance des forêts et milieux semi-naturels (43,1 % en 2018), une proportion sensiblement équivalente à celle de 1990 (43,4 %). La répartition détaillée en 2018 est la suivante : 
forêts (43,1 %), zones urbanisées (23,3 %), zones agricoles hétérogènes (19,1 %), zones industrielles ou commerciales et réseaux de communication (8,9 %), cultures permanentes (5,5 %).
L'évolution de l’occupation des sols de la commune et de ses infrastructures peut être observée sur les différentes représentations cartographiques du territoire : la carte de Cassini (XVIIIe siècle), la carte d'état-major (1820-1866) et les cartes ou photos aériennes de l'IGN pour la période actuelle (1950 à aujourd'hui).

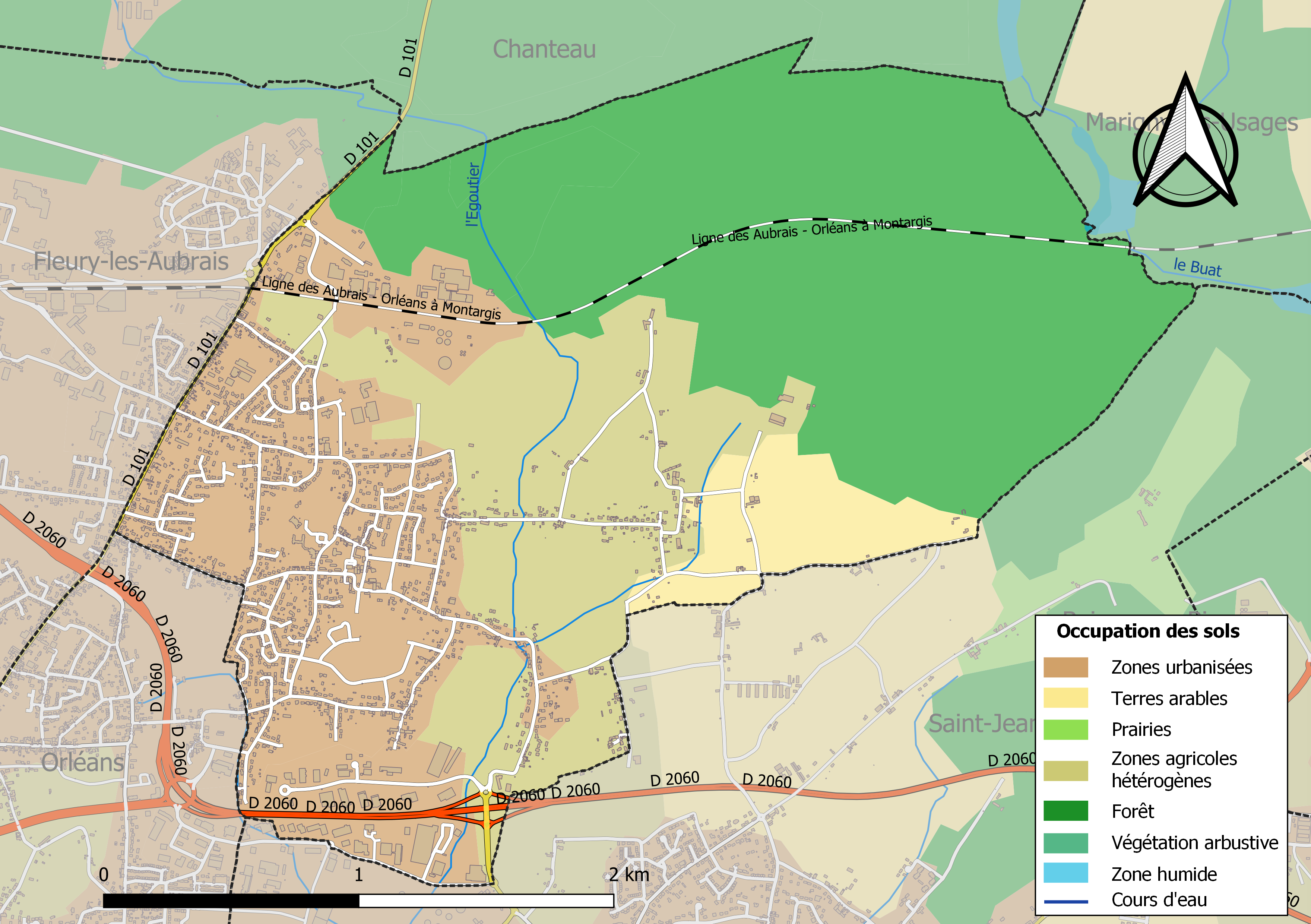
Carte des infrastructures et de l'occupation des sols de la commune en 2018 (CLC).
Carte orthophotographique de la commune en 2016.

### Voies de communications et transports

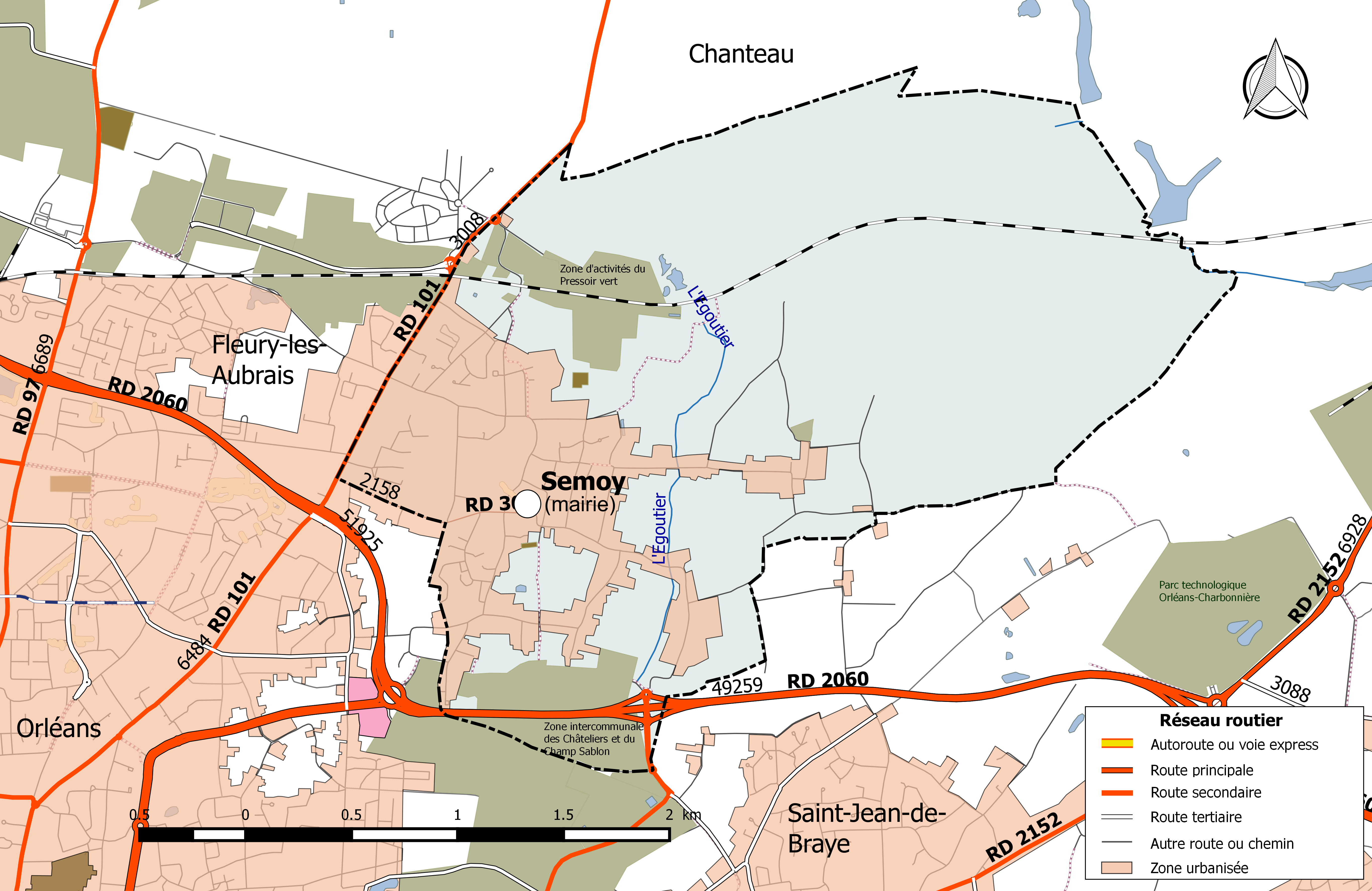
Réseau routier principal de la commune de Semoy (avec indication du trafic routier 2014).

La commune est traversée par la tangentielle d'Orléans (route départementale 2060) et est desservie  par les transports de l'agglomération orléanaise (TAO) avec les lignes de bus 7, 44, 55, 62 et resa’est.

### Risques majeurs
La commune de Semoy est vulnérable à différents aléas naturels : climatiques (hiver exceptionnel ou canicule), mouvements de terrains ou sismique (sismicité très faible). Elle est également exposée à deux risques technologiques : le risque industriel et le risque industriel. 
Entre 1989 et 2019, douze arrêtés ministériels ayant porté reconnaissance de catastrophe naturelle ont été pris pour le territoire de la commune  : six  pour des inondations et coulées de boues et six pour des mouvements de terrains.

#### Risques naturels
Le territoire de la commune peut être concerné par un risque d'effondrement de cavités souterraines non connues. Une cartographie départementale de l'inventaire des cavités souterraines et des désordres de surface a été réalisée. Il a été recensé sur la commune plusieurs effondrements de cavités.
Par ailleurs le sol du territoire communal peut faire l'objet de mouvements de terrain liés à la sècheresse. Le phénomène de retrait-gonflement des argiles est la conséquence d'un changement d'humidité des sols argileux. Les argiles sont capables de fixer l'eau disponible mais aussi de la perdre en se rétractant en cas de sècheresse. Ce phénomène peut provoquer des dégâts très importants sur les constructions (fissures, déformations des ouvertures) pouvant rendre inhabitables certains locaux. Celui-ci a particulièrement affecté le Loiret après la canicule de l'été 2003. Une grande partie du territoire de la commune est exposée à un aléa « moyen » face à ce risque, selon l'échelle définie par le Bureau de recherches géologiques et minières (BRGM).
Depuis le 22 octobre 2010, la France dispose d’un nouveau zonage sismique divisant le territoire national en cinq zones de sismicité croissante. La commune, à l’instar de l’ensemble du département,  est concernée par un risque très faible.

#### Risques technologiques
Dans le domaine des risques technologiques, la commune est concernée par un établissement classé "site SEVESO seuil haut" de par ses activités.  Cet établissement fait l’objet de l’élaboration d’un Plan de Prévention des Risques Technologiques approuvé par arrêté préfectoral

## Politique et administration

### Découpage territorial

#### Intercommunalités
La commune de Semoy est membre de la métropole Orléans Métropole, un établissement public de coopération intercommunale (EPCI) à fiscalité propre créé le 1er janvier 2002 dont le siège est à Orléans. Ce dernier est par ailleurs membre d'autres groupements intercommunaux : le syndicat mixte aménagement desserte aérienne de l'Ouest du Loiret (SMAEDAOL), le Syndicat mixte des bassins versants de la Bionne et du Cens, le SMAH du bassin de la Retrêve et de son affluent le ruisseau du Renard.
Antérieurement la commune avait été membre de la Communauté de l’Agglomération orléanaise depuis sa création le 24 novembre 1998. Cette communauté de communes devient communauté d'agglomération Orléans Val de Loire le 27 décembre 2001 puis communauté urbaine à compter du 1er janvier 2017, sous la dénomination Orléans Métropole, et enfin métropole avec la même dénomination à compter du 1er mai 2017.

#### Circonscriptions de rattachement
Sur le plan administratif, elle est rattachée à l'arrondissement d'Orléans, au département du Loiret et à la région Centre-Val de Loire. Sur le plan électoral, elle dépend du  canton de Saint-Jean-de-Braye pour l'élection des conseillers départementaux, depuis le redécoupage cantonal de 2014 entré en vigueur en 2015, et de la sixième circonscription du Loiret  pour les élections législatives, depuis le dernier découpage électoral de 2010.

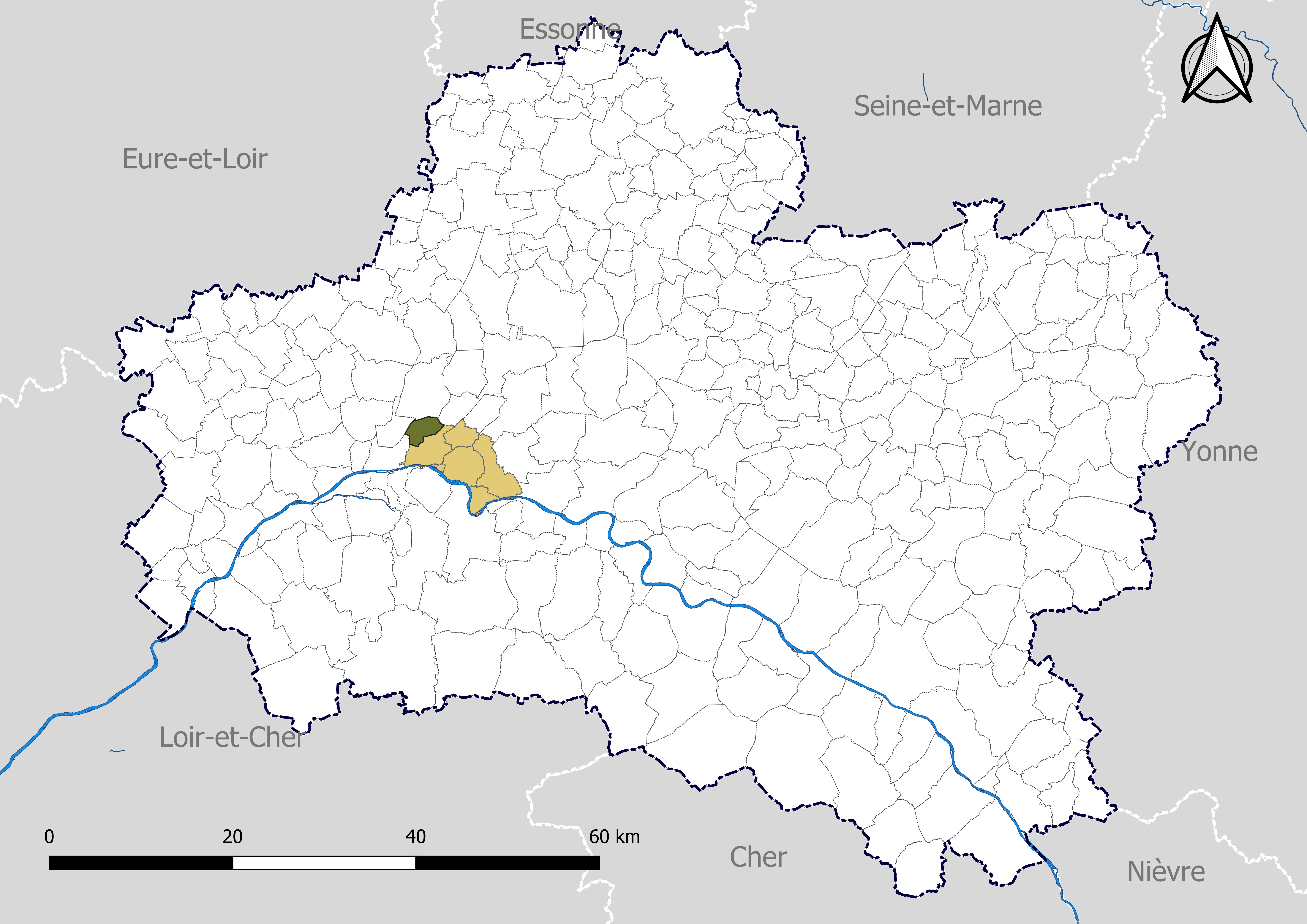
Semoy dans le canton de Saint-Jean-de-Braye en 2020.
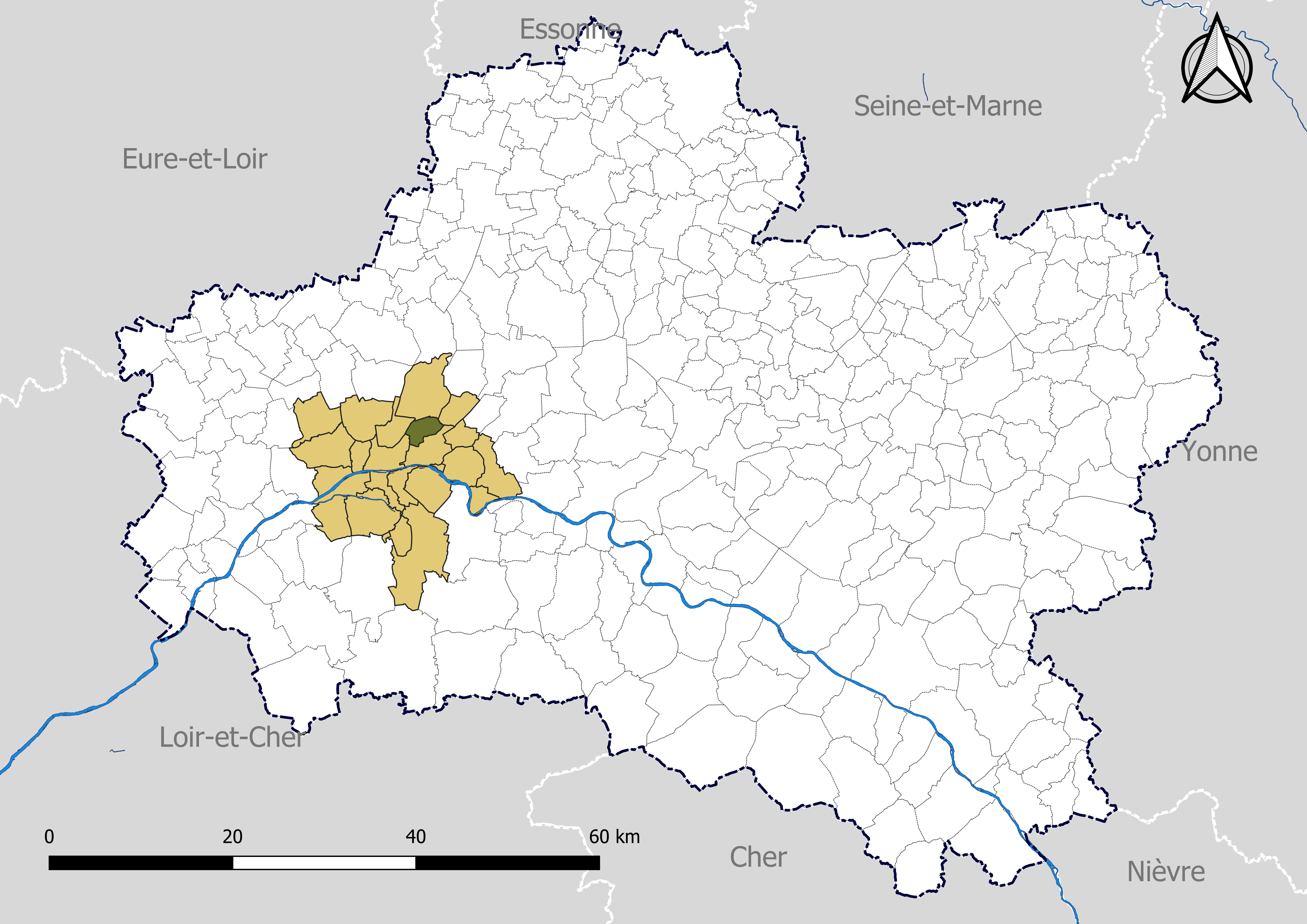
Semoy dans Orléans Métropole en 2020.
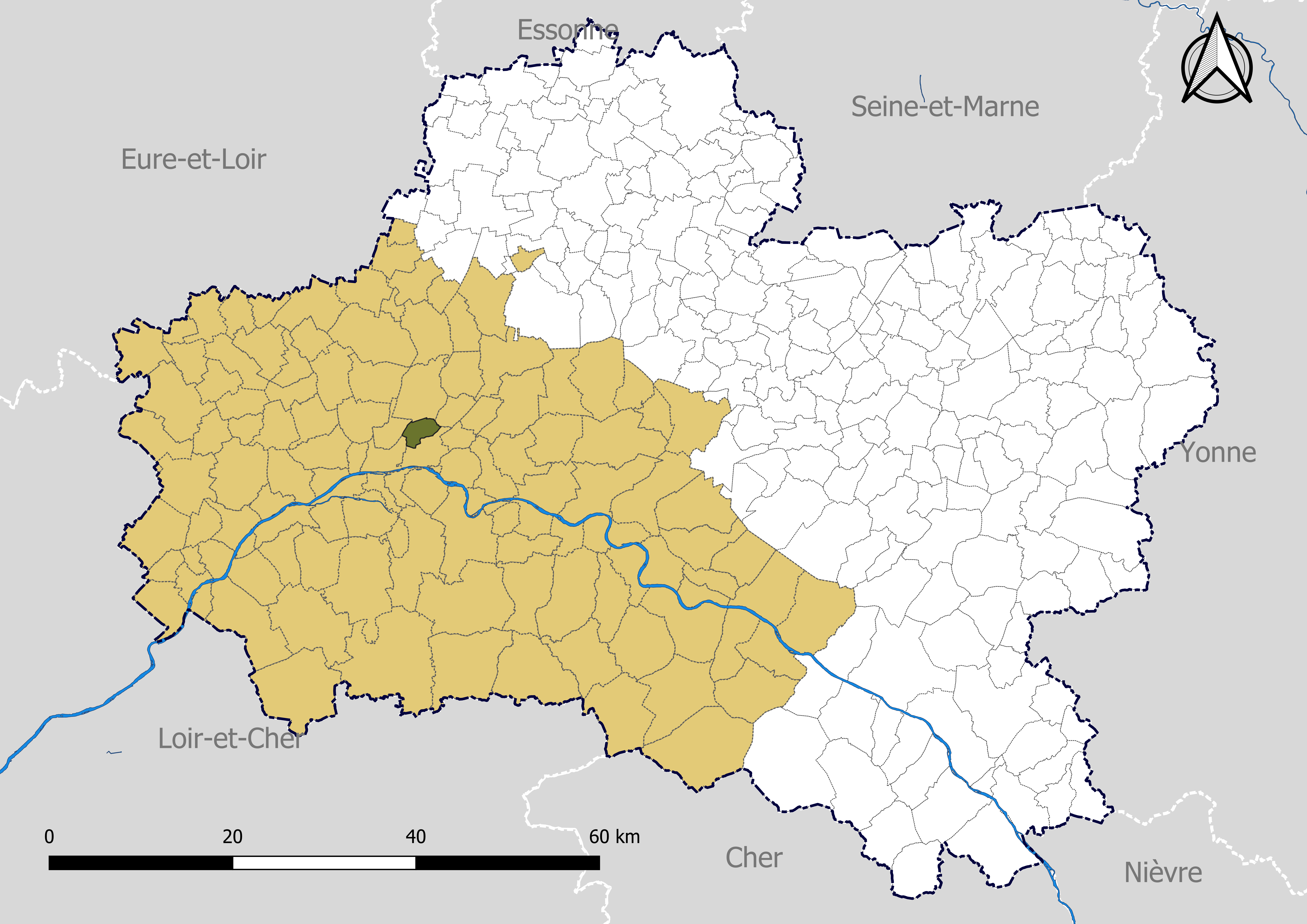
Semoy dans l'arrondissement d'Orléans en 2020.

### Politique et administration municipales

#### Conseil municipal et maire
Depuis les élections municipales de 2014, le conseil municipal  de Semoy, commune de plus de 1 000 habitants, est élu au scrutin proportionnel de liste à deux tours (sans aucune modification possible de la liste),  pour un mandat de six ans renouvelable. Il est composé de 23 membres. L'exécutif communal est constitué par le maire, élu par le conseil municipal, parmi ses membres, pour un mandat de six ans, c'est-à-dire pour la durée du mandat du conseil.
| Période                                  | Période                   | Identité               | Étiquette | Qualité                                                                                                  |
| ---------------------------------------- | ------------------------- | ---------------------- | --------- | --- |
| mars 1989                                | mars 2014                 | Pierre Ody (1941-2017) | PS        | Vice-président de l'agglomération d'Orléans                                                              |
| mars 2014                                | En cours (au 27 mai 2020) | Laurent Baude,         | DVG       | Enseignant en lycée professionnel retraité, 1er adjoint (1995 → 2013) Vice-président d'Orléans Métropole |
| Les données manquantes sont à compléter. |                           |                        |           | |

## Équipements et services publics

### Équipement publics
La commune propose tous les services adaptés à une vie active avec ses écoles élémentaires, son multi-accueil (0-4ans), son accueil collectif de mineurs (3-11 ans), son TONO - espace jeunes (11-14 ans), son école de musique, sa bibliothèque, son centre culturel, son CCAS, son kiosque à musique, sa maison des associations, aires de jeux extérieurs à destination des enfants, son rocher d'escalade, son city stade, son complexe sportif, son gymnase et ses terrains de tennis.

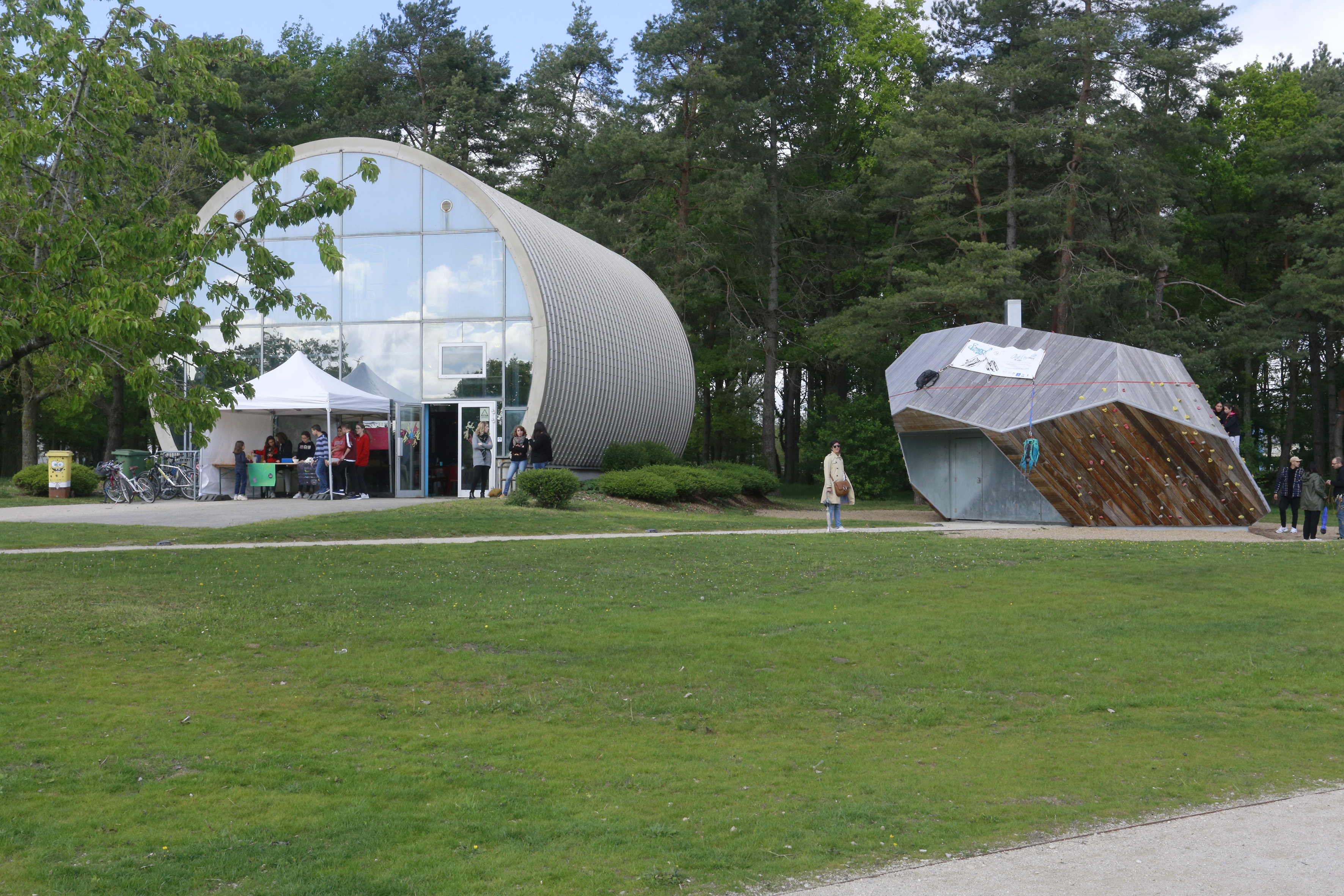
le parc de la Valinière à Semoy - un espace de convivialité.
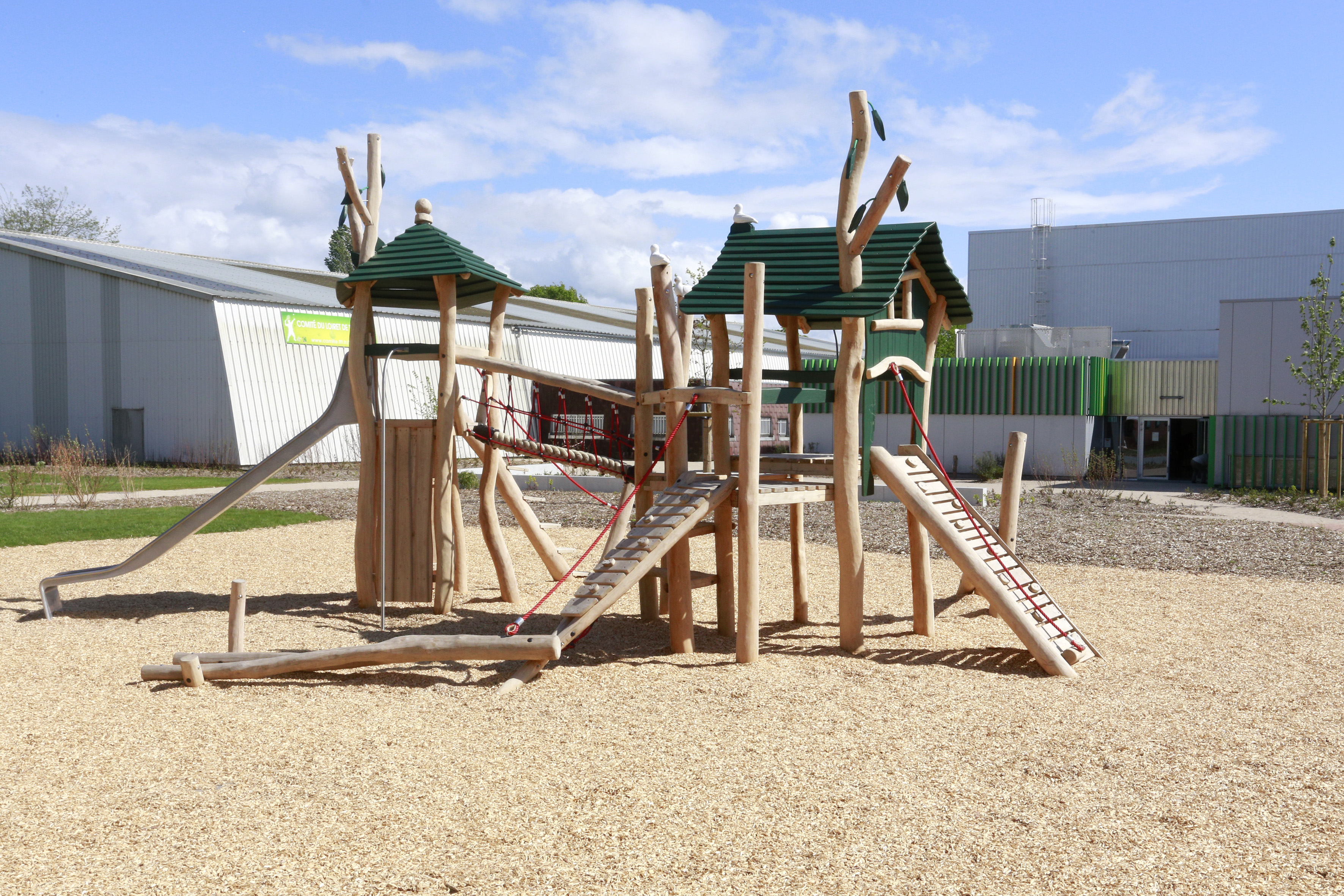
Une des aires de jeux de Semoy des enfants.
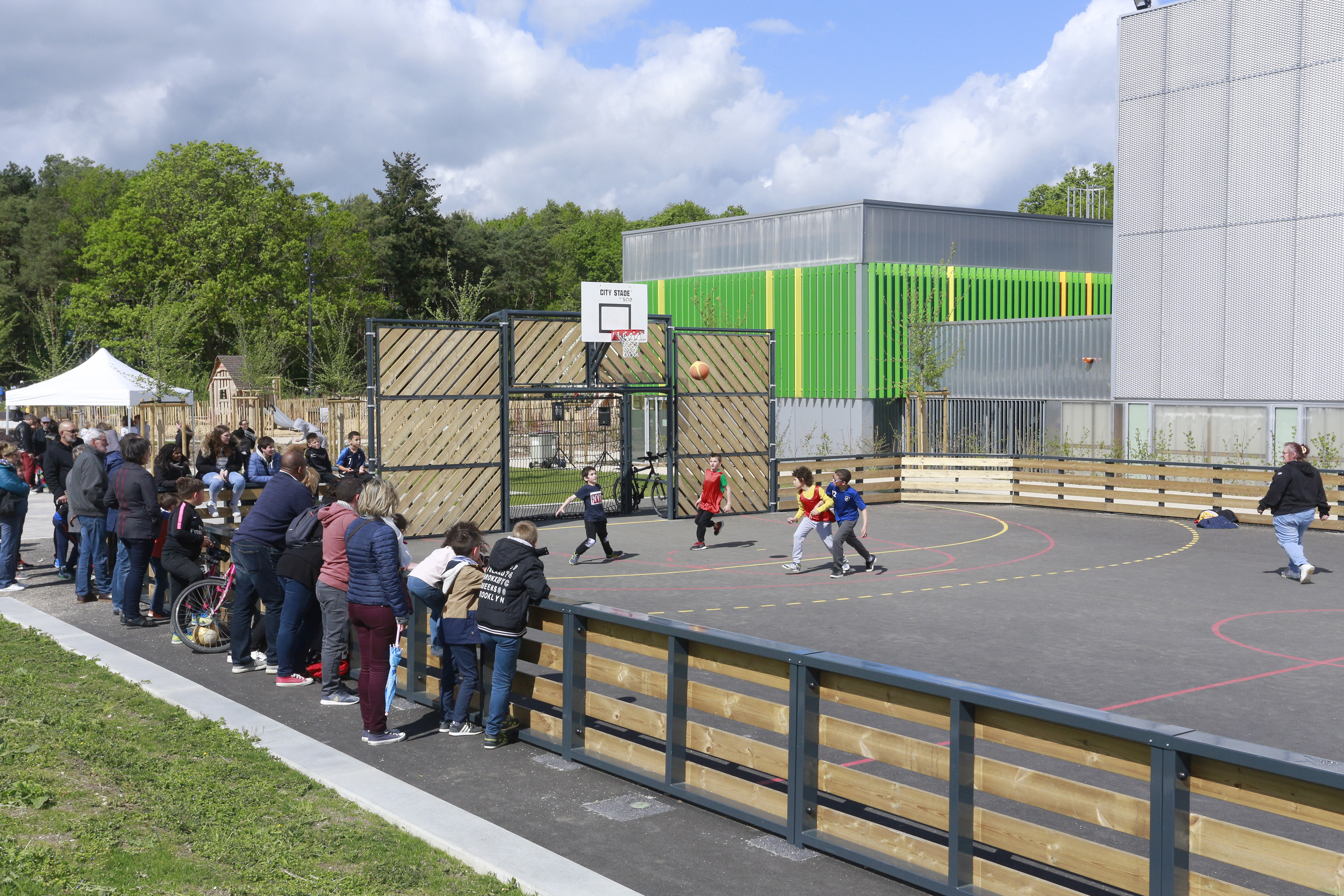
Au parc de la Valinière, city stade et complexe sportif.

### Patrimoine
L'église et le TONO, maquette du pavillon d'exposition créé par l'architecte Paul Chemetov, sont deux ouvrages patrimoniaux d'exception.

### Gestion de l'eau

#### Eau potable
Le service public d’eau potable est une compétence obligatoire des communes depuis  l’adoption de la loi du 30 décembre 2006 sur l’eau et les milieux aquatiques.  La production et la distribution de l'eau potable sur le territoire communal était assurée par la commune de Semoy jusqu'au 1er janvier 2017, puis par la commune de Saint-Jean-de-Braye. La gestion de l’eau étant une compétence obligatoire des communautés urbaines et des métropoles, la communauté urbaine Orléans Métropole s'est substituée à la commune pour la mise en œuvre du service public d'eau potable lors de la transformation de la communauté d'agglomération Val de Loire en communauté urbaine le 1er janvier 2017, puis c'est la métropole Orléans Métropole le 1er mai 2017 qui a pris cette compétence. La ville de Semoy était alimentée en eau potable jusqu'en 2017 par le forage Les Hautes Bordes, mis en service en 1978, pompant l'eau dans la nappe souterraine des calcaires d'Étampes. Depuis le 1er janvier 2017, la ville a recours à la commune de Saint-Jean-de-Braye pour la production et la distribution, régie elle-même reprise par Orléans Métropole.

#### Eaux usées
La compétence assainissement, qui recouvre obligatoirement la collecte, le transport et l’épuration des eaux usées, l’élimination des boues produites, ainsi que le contrôle des raccordements aux réseaux publics de collecte, est assurée  depuis le 1er janvier 2002 par la Communauté de l'Agglomération Orléans Val de Loire, puis le 1er janvier 2017 par la communauté urbaine et enfin depuis le 1er mai 2017 par Orléans Métropole.
Depuis le 1er mai 2016, la métropole a signé un contrat de délégation de service public avec la société Suez Environnement pour l'exploitation des réseaux et ouvrages d'assainissement de 11 communes du territoire métropolitain dont Semoy. Le réseau comprend un réseau unitaire (eaux usées + eaux pluviales) de 444 ml, un réseau séparatif eaux usées de 19 506 ml et un réseau d'eaux pluviales de 16 139 ml. Sur la commune, on  compte 6 stations de relevage pour les eaux usées. Ces stations peuvent contenir de une à quatre pompes  dont les puissances peuvent varier de 1,3 kW à 140 kW (soit de 3 l/s à 450 l/s).
Un zonage d'assainissement, qui délimite les zones d'assainissement collectif, les zones d'assainissement non collectif et le zonage pluvial a été réalisé par l’AgglO et a été approuvé par  délibération du  conseil de communauté du 15 avril 2004. 
La commune est raccordée à la station d'épuration de La Chapelle-Saint-Mesmin. Cet équipement, dont la capacité est de 350 000 EH, le plus important sur le territoire d'Orléans Métropole, a été mis en service le 1er juin 1997 et son exploitation est assurée depuis mai 2016 par Véolia.

### Gestion des déchets

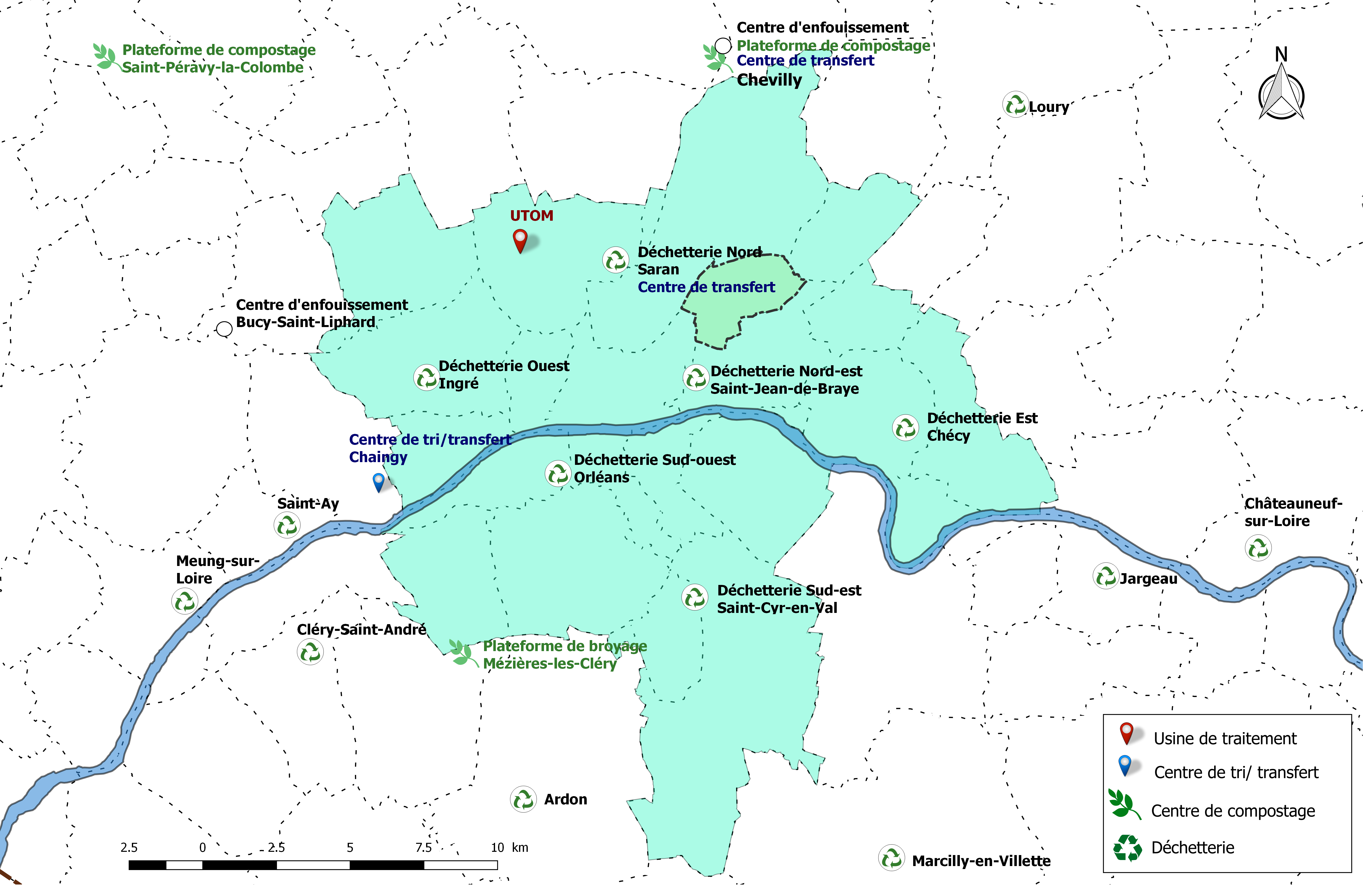
Sites de collecte, de traitement et de valorissation des déchets de la communauté urbaine d'Orléans Métropole, avec localisation de la commune de Semoy.

La collecte, le traitement et la valorisation des déchets est une compétence exclusive de la communauté urbaine Orléans Métropole depuis 2000 (l'intercommunalité était alors communauté de communes). La collecte des déchets ménagers (résiduels et multimatériaux) est effectuée en porte-à-porte sur toutes les communes de la communauté urbaine. Un réseau de six déchèteries accueille les encombrants et autres déchets spécifiques (déchets verts, déchets dangereux, gravats, cartons…).
Une unité de traitement permettant la valorisation énergétique (l’incinération des déchets ménagers résiduels) et la valorisation matière des autres déchets (corps creux, corps plats et multimatériaux) est en service sur la commune de Saran depuis 1996. Elle est exploitée par la société ORVADE, filiale du groupe Veolia.

## Population et société

### Démographie
L'évolution du nombre d'habitants est connue à travers les recensements de la population effectués dans la commune depuis 1793. Pour les communes de moins de 10 000 habitants, une enquête de recensement portant sur toute la population est réalisée tous les cinq ans, les populations de référence des années intermédiaires étant quant à elles estimées par interpolation ou extrapolation. Pour la commune, le premier recensement exhaustif entrant dans le cadre du nouveau dispositif a été réalisé en 2006.

En 2022, la commune comptait 3 204 habitants, en évolution de +1,52 % par rapport à 2016 (Loiret : +1,89 %, France hors Mayotte : +2,11 %).
| 1793 | 1800 | 1806 | 1821 | 1831 | 1836 | 1841 | 1846 | 1851 |
| ---- | ---- | ---- | ---- | ---- | ---- | ---- | ---- | ---- |
| 312  | 332  | 334  | 336  | 371  | 378  | 361  | 375  | 379  |

| 1856 | 1861 | 1866 | 1872 | 1876 | 1881 | 1886 | 1891 | 1896 |
| ---- | ---- | ---- | ---- | ---- | ---- | ---- | ---- | ---- |
| 360  | 392  | 384  | 396  | 387  | 375  | 399  | 390  | 360  |

| 1901 | 1906 | 1911 | 1921 | 1926 | 1931 | 1936 | 1946 | 1954 |
| ---- | ---- | ---- | ---- | ---- | ---- | ---- | ---- | ---- |
| 355  | 334  | 386  | 347  | 366  | 390  | 424  | 641  | 799  |

| 1962 | 1968  | 1975  | 1982  | 1990  | 1999  | 2006  | 2011  | 2016  |
| ---- | ----- | ----- | ----- | ----- | ----- | ----- | ----- | ----- |
| 923  | 1 567 | 1 792 | 1 395 | 2 237 | 2 879 | 2 928 | 3 205 | 3 156 |

| 2021  | 2022  | - | - | - | - | - | - | - |
| ----- | ----- | - | - | - | - | - | - | - |
| 3 211 | 3 204 | - | - | - | - | - | - | - |

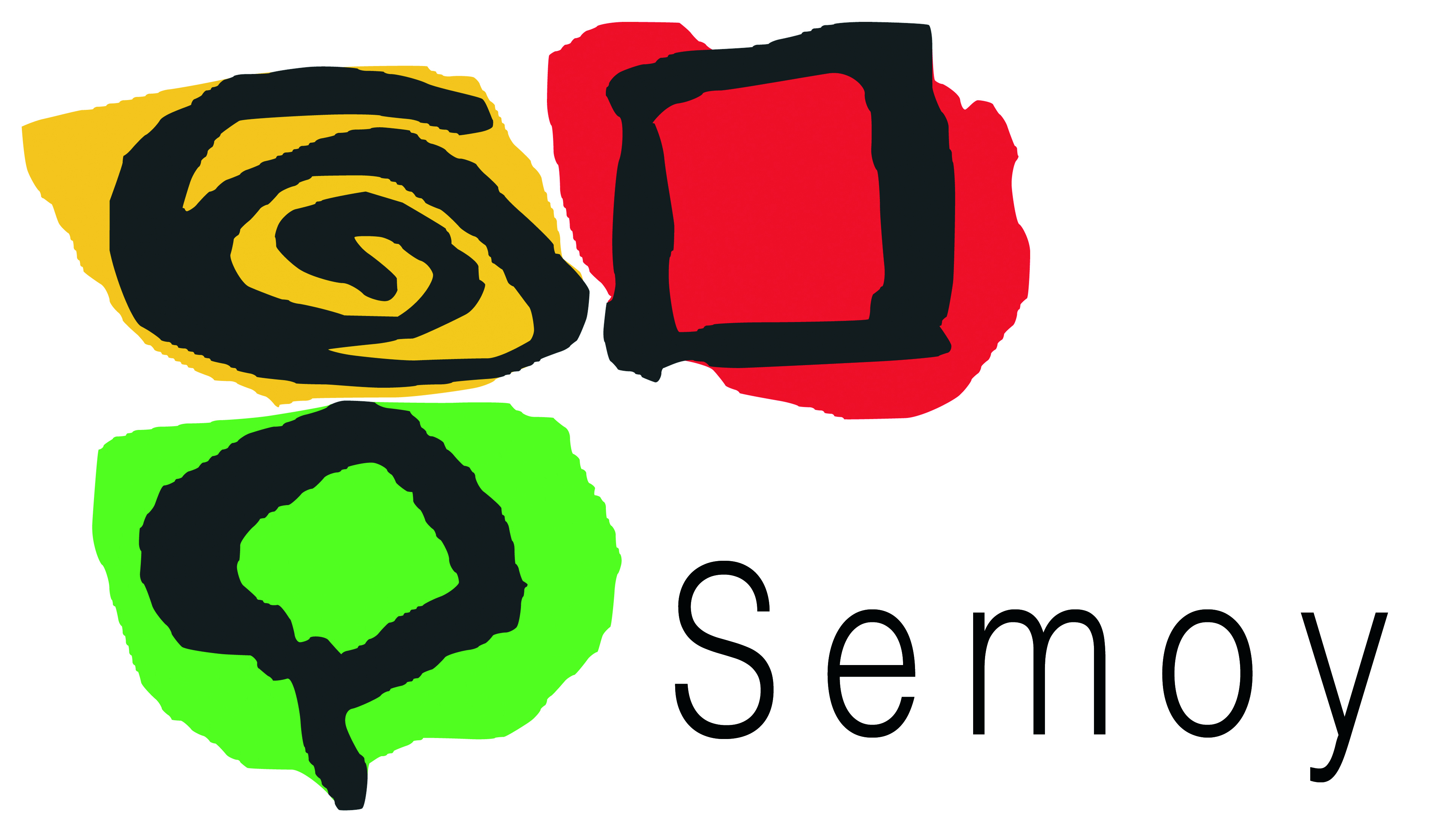
Le logo de la ville.
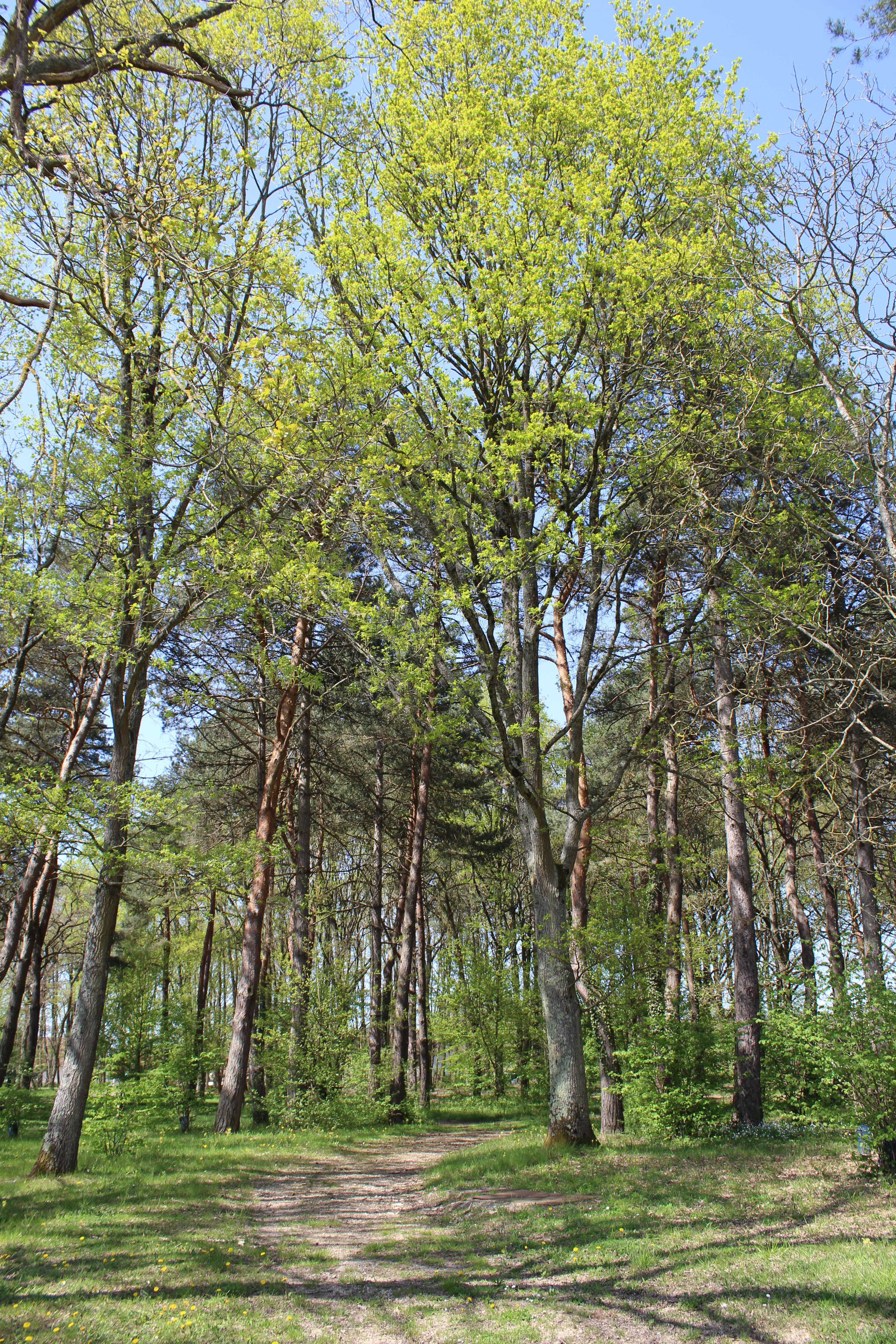
Entre Loire et forêt d'Orléans, Semoy, une des portes d'Orléans Métropole.
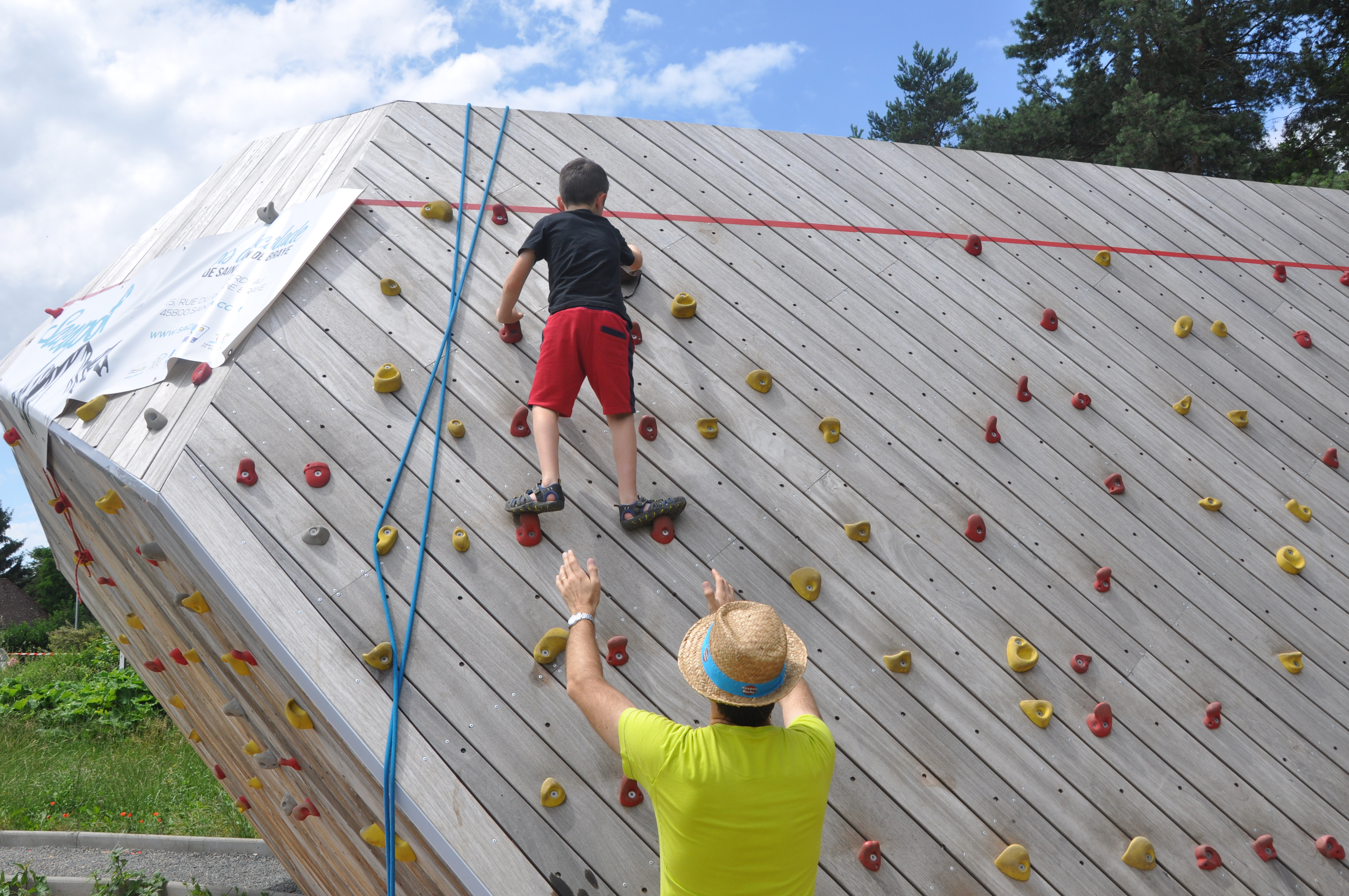
Le rocher d'escalade au TONO - parc de la Valinière.

## Culture locale et patrimoine

### Lieux et monuments
- Église Notre-Dame dont le début de la construction remonte au XIe siècle ;  elle fut agrandie au XVIIe siècle d'une seconde nef.

### Héraldique
|  | La commune de Semoy porte : - De sinople au chevron d'argent accompagné de trois fleurs de lys d'or ; au chef coupé au 1) de gueules chargé de l'inscription "SEMOY" en lettres capitales d'or, et au 2) d'argent à quatre grappes de raisin de gueules rangées en fasce et posées deux à deux en chevron. Création G. Guillon, adoptée par délibération municipale de décembre 1982. |